# Bone Gap (Illinois)
Bone Gap est un village du comté d'Edwards dans l'Illinois, aux États-Unis,. Il est situé au centre-est du comté à 11 km d'Albion, le siège de comté. Il est incorporé le 14 juin 1892.

## Démographie
Lors du recensement de 2010, le village comptait une population de 246 habitants. Elle est estimée, en 2016, à 241 habitants.

## Source de la traduction
- (en) Cet article est partiellement ou en totalité issu de l’article de Wikipédia en anglais intitulé « Bone Gap, Illinois » (voir la liste des auteurs).